# 흑산내
흑생강(黑笙畺, 학명: Kaempferia parviflora 카임프페리아 파르비플로라[*])는 생강과의 한해살이 초본식물이다. 원산지는 동남아시아 및 남아시아의 열대 지역이다. 태국 이름인 끄라차이담(태국어: กระชายดำ)으로도 알려져 있는데, 이는 "핑거루트"를 뜻하는 "끄라차이(กระชายดำ)"와 "검은색"을 뜻하는 "담(ดำ)"을 붙인 말로, "검은 핑거루트"라는 뜻이다. 영어권에서는 "검은 생강"이라는 뜻인 "블랙 진저(black ginger)"라고도 부르는데, 이는 영어권에서 산내속 식물이 생강속 식물과 더불어 "진저(ginger)"로 불리기 때문이다.